# アルマン・サラクルー
アルマン・カミーユ・サラクルー（Armand Camille Salacrou、1899年8月9日 - 1989年11月23日）は、フランスの劇作家。ルーアンに生まれ、ル・アーヴルで没した。代表作『アラスの見知らぬ女 (Inconnue d'Arras)』や『デュラン大通り (Boulevard Durand)』などで知られる。

## 経歴
3歳のときに家族とともにル・アーヴルに移り住み、以降生涯を通して同地に関わり続けた。ル・アーヴルのリセに学んだ後、パリで医学、文学、法学を学ぶ。物理学、化学、生物学の検定に合格。哲学と法学で学士号を取得した。
1920年代には、『リュマニテ』紙、『l'Internationale』紙の記者（ジャーナリスト）であった。
1963年には、第16回カンヌ国際映画祭の審査委員長を務めた。
1966年には、第19回カンヌ国際映画祭の審査委員のひとりとして、クロード・ルルーシュの映画（『男と女』）を支持した。
サラクルーは、モリエール以降では初めて、存命中に作品がコメディ・フランセーズによって上演された劇作家である。サラクルーはまた、演劇、ゴンクール兄弟、レジスタンス運動などについての文章を集めた『Les idées de la nuit（夜想）』 (Librairie Arthème Fayard, 1960, 259 p.) を著している。
サラクルーは、ルネ・クレール監督『悪魔の美しさ (La Beauté du diable)』の脚本も担当している。
レジオンドヌール勲章グラントフィシエ（大将校）であり、教育功労章および芸術文化勲章のコマンドゥール（司令官）、スポーツ勲章 (Ordre du Mérite sportif) のオフィシエ（将校）でもある。
サラクルーは、 1949年から1983年まで、アカデミー・ゴンクール (Académie Goncourt) の会員であった。
サラクルーは、死去する直前に蔵書や草稿類などの史料を、すべてル・アーヴル市に寄贈した。これを受けてル・アーヴル市は、1990年から市立中央図書館にサラクルーの名を付け「アルマン・サラクルー図書館」と改称した。

## おもな戯曲作品
- 1925年 : Le Casseur d'assiettes
- 1925年 : Tour à terre
- 1927年 : Le Pont de l'Europe (théâtre)|Le Pont de l'Europe
- 1927年 : Patchouli ou Les Désordres de l'amour
- 1931年 : Atlas-Hôtel
- 1934年 : Une femme libre（『自由な女』[3]）
- 1935年 : Les Frénétiques
- 1936年 : L'Inconnue d'Arras（『アラスの見知らぬ女』[3]）
- 1937年 : Un homme comme les autres
- 1938年 : La terre est ronde（『地球は丸い』[3][4][5]）
- 1938年 : Histoire de rire
- 1945年 : Les Fiancés du Havre
- 1946年 : Les Nuits de la colère（『怒りの夜』[5]）
- 1946年 : Le Soldat et la sorcière - シャルル・デュラン演出、フランシス・プーランク音楽によりサラ・ベルナール劇場で上演
- 1948年 : L'Archipel Lenoir ou Il ne faut pas toucher aux choses inutiles
- 1950年 : Dieu le savait, ou la Vie n'est pas sérieuse（『神は知っていた』[5]）
- 1950年 : Poof - 10月26日、イヴ・ロベール演出によりエドワール7世劇場 (Théâtre Édouard VII) で上演
- 1950年 : Pourquoi pas moi - 10月26日、ジャック・デュメニル (Jacques Dumesnil) 演出によりエドワール7世劇場で上演
- 1952年：Sens Interdit, ou Les Âges de la Vie（『あべこべ人生 : または人生航路の諸段階』[6]）
- 1957年 : Une femme trop honnête - ジョルジュ・ヴィタリ (Georges Vitaly) 演出によりエドワール7世劇場で上演
- 1960年 : Boulevard Durand（『デュラン大通り』[4]）
- 1960年 : Histoire de rire - ジャン・メイエ (Jean Meyer) 演出によりマドレーヌ劇場 (Théâtre de la Madeleine) で上演